# Biblioteca central de Hong Kong
La Biblioteca central de Hong Kong (en chino: 香港中央圖書館) es la biblioteca principal de la región administrativa especial de Hong Kong al sur de China. Se encuentra ubicada en la intersección de Moreton Terrace y la calle Causeway en la bahía Causeway.
Frente al puerto Victoria, el alto edificio de 12 plantas se encuentra en una superficie bruta de 9.400 metros cuadrados además de una superficie construida de 33.800 metros cuadrados. El costo de construcción fue de HK $ 690 millones. Las colecciones de la Biblioteca incluyen alrededor de 2,3 millones de elementos. Es la principal biblioteca de la región junto con el Sistema de Bibliotecas Públicas de Hong Kong, que cuenta con colecciones de más de 12,1 millones de elementos.